# Rémi Pauriol
Rémi Pauriol (født 4. april 1982) er en fransk tidligere professionel cykelrytter.